# 유기농 원예

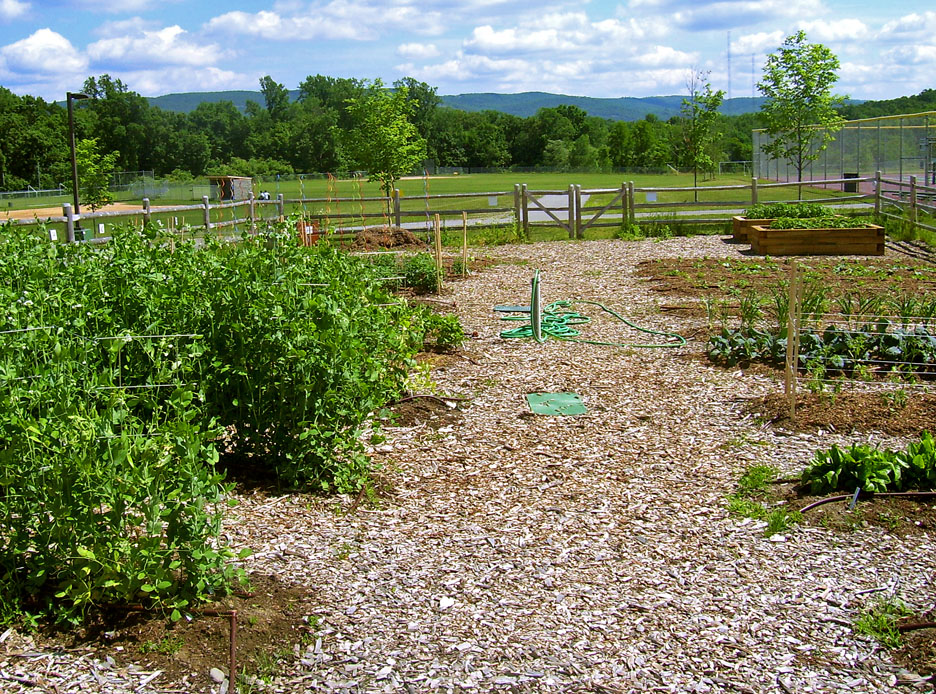
학교 캠퍼스에서의 유기농 농장

유기농 원예(organic horticulture)는 토양 구축 및 보존, 해충 관리 및 재래 작물 보존에 있어 유기농의 기본 원칙을 준수하여 과일, 채소, 꽃 또는 관상용 식물을 재배하는 과학이자 예술이다.

## 일반
멀칭, 피복작물, 퇴비, 두엄, 지렁이분 퇴비 및 미네랄 보충제는 이러한 유형의 농업을 기존 농업과 구별하는 토양을 만드는 주요 요소이다. 건강에 좋은 토양 상태에 주의를 기울임으로써 때때로 식물을 괴롭히는 곤충, 곰팡이 또는 기타 문제를 최소화할 수 있을 것으로 기대된다. 그러나 유기농 농부들이 사용할 수 있는 페로몬 트랩, 살충 비누 스프레이 및 기타 해충 방제 방법도 유기농 원예사에 의해 활용된다.
원예학에는 화훼 재배(꽃 작물의 생산 및 마케팅 포함), 조경 원예(조경 식물의 생산, 마케팅 및 유지 관리 포함), 서양재배(야채 생산 및 마케팅 포함), 농작물학(과일 생산 및 마케팅 포함) 및 수확 후 생리학(원예 작물의 품질 유지 및 부패 방지와 관련됨)의 다섯 가지 연구 분야가 포함된다. 이 모든 것은 유기농 재배의 원칙에 따라 추구될 수 있으며 때로는 추구된다.
유기농 원예(또는 유기농 원예)는 수천 년에 걸쳐 축적된 지식과 기술을 기반으로 한다. 일반적으로 유기 원예에는 장기간에 걸쳐 발생하는 자연 과정과 지속 가능하고 전체적인 접근 방식이 포함되는 반면, 화학 기반 원예는 즉각적이고 고립된 효과와 환원주의 전략에 중점을 둔다.